# بيلي ستيوارت (لاعب هوكي الجليد)
بيلي ستيوارت هو لاعب هوكي الجليد كندي، ولد في 1 فبراير 1900 في Sackville, New Brunswick ‏ في كندا، وتوفي في 7 مارس 1978.

## وصلات خارجية
- بيلي ستيوارت على موقع دوري الهوكي الوطني (الإنجليزية)
- بيلي ستيوارت على موقع قاعة مشاهير الهوكي (لاعب أن.إتش.أل) (الإنجليزية)
- بيلي ستيوارت على موقع EliteProspects.com (الإنجليزية)
- بيلي ستيوارت على موقع HockeyDB.com (الإنجليزية)
- بيلي ستيوارت على موقع Hockey-Reference.com (الإنجليزية)